# Ludwik Bernacki

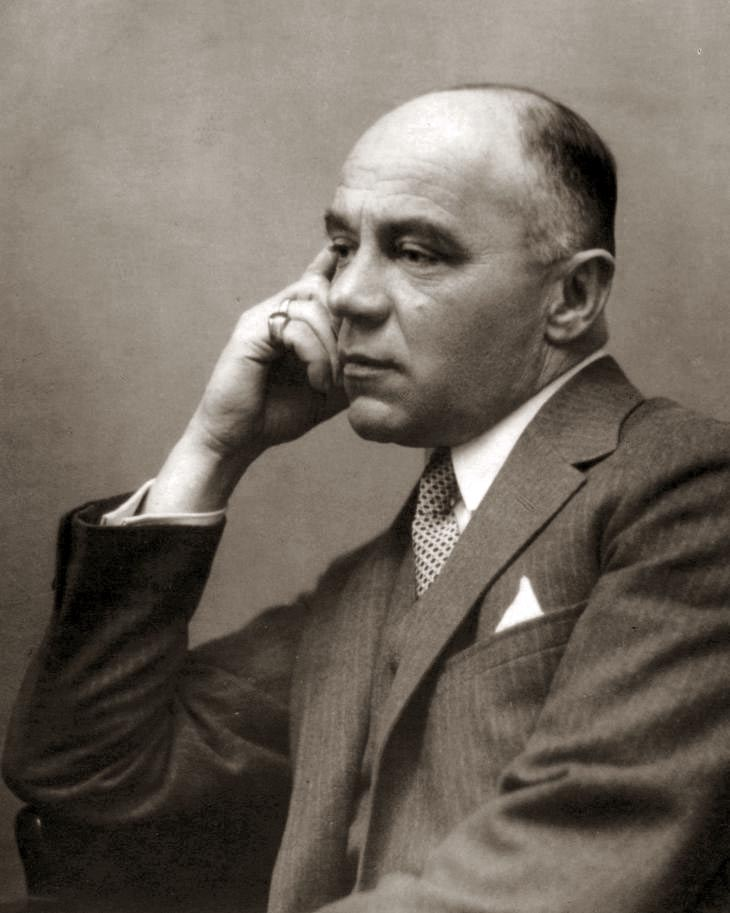
Ludwik Bernacki (1928)

Ludwik Bernacki (* 12. Juni 1882 in Jaworów, Galizien, Habsburgermonarchie; † 19. September 1939 in Lwów, Woiwodschaft Lwów) war ein polnischer Literaturhistoriker, Herausgeber und Bibliograf. In seinen wissenschaftlichen Arbeiten beschäftigte er sich insbesondere mit der altpolnischen Literatur sowie mit der polnischen Literatur der Aufklärung. Er war Sohn des Lokalpolitikers Ludwik Bernacki.

## Leben
Bernacki besuchte das jesuitische Gymnasialkonvikt in Bąkowice bei Chyrów und erwarb dort das Abitur. Anschließend studierte er ab 1900 Polonistik an der Universität Lwów. Daneben arbeitete er von 1900 bis 1904 im Landesarchiv für Städtische und Landesakten. Als Literaturhistoriker debütierte er mit dem Artikel Pamiątki szekspirowskie w domu gotyckim w Puławach, der 1901 in der Zeitschrift Kłosy erschien. Mit der Dissertation Motwy z chłopa król w literaturze polskiej promovierte er 1905. Danach arbeitete er kurzzeitig an der Realschule und ab 1906 bis zu seinem Tod 1939 am Ossolineum in Lwów. Daneben lehrte er von 1908 bis 1911 an der Landesschule für Forstwirtschaft und war zugleich Chefredakteur der Literaturzeitschrift Pamiętnik Literacki. Mit Mieczysław Rulikowski redigierte er 1914 die Monatszeitschrift Książka.
Nach dem Ausbruch des Ersten Weltkrieges hielt er sich 1915 zunächst in Wien auf und kehrte wieder nach Lwów zurück. Im Ossolineum wurde er 1917 zum Vizedirektor und 1919 zum Direktor ernannt. Daneben leitete er bis 1923 den Verlag Wydawnictwo Zakładu und redigierte von 1918 bis 1920 die Zeitschrift Exlibris. Mit der Arbeit Pierwsza książka polska habilitierte er 1919 an der Jagiellonen-Universität und wurde 1920 Korrespondierendes Mitglied der Polnische Akademie der Gelehrsamkeit. In den staatlichen Archivalrat in Warschau wurde er 1926 aufgenommen. Für seine Editionsarbeit der Biblia królowej Zofii hielt er sich 1928 in Sárospatak auf. Für die Polnische Nationalbibliothek leitete er die Geschäfte für den Kauf des Florianer Psalters. Hierfür reiste er zwischen 1930 und 1931 dreimal in das Stift Sankt Florian. Die Redaktion des Pamiętnik Literacki leitete er von 1933 bis 1937. Ab 1938 war er Ordentliches Mitglied der Polska Akademia Umiejętności.

## Publikationen
- Przyczynki do dziejów najdawniejszych powieści polskiej. In: Pamiętnik Literacki 1903
- Źródła niektórych komedii Franciszka Zabłockiego. In: Pamiętnik Literacki 1907
- Jan Nepomucen Kamiński. 1777–1855. Materiały do bibliografii Kamińskiego i dziejów teatru polskiego we Lwowie, 1911
- Shakespeare w Polsce do końca XVIII wieku. In: W. Shakespeare: Dzieła. Band 12, 1913
- Pierwsza książka polska. Studium bibliograficzne z 86 podobiznami, 1918
- Rozwój i zadania bibliografii polskiej, 1953 [entstanden 1919]
- Biblioteka Narodowa w Warszawie. Projekt, 1921
- Obiad czwartkowy, 1925
- Teatr, dramat i muzyka za Stanisława Augusta, 1925
- Regulamin pracowni naukowej i wypożyczalni Biblioteki Zakładu Narodowego im. Ossolińskich, 1927

## Herausgeberschaft (Auswahl)
- Modlitewnik Władysława Warneńczyka w zbiorach Biblioteki Bodlejańskiej. Z uwzględnieniem zapisków Józefa Korzeniowskiego, 1928
- Biblia szaroszpatacka. Podobizna kodeksu biblioteki reflormowanego Gimnazjum w Szarosz pataku, 1930
- Psałterz Floriański łacińsko-polsko-niemiecki. Rękopis Biblioteki Narodowej w Warszawie, 1939

## Auszeichnungen
- 1928: Goldenes Verdienstkreuz